# Regöly-Mérei János
Regöly-Mérei János (Budapest, 1949. január 10. – 2009. július 27.) egyetemi tanár, Széchenyi professzori ösztöndíjas magyar orvos, sebész-gasztroenterológus, Regöly-Mérei Gyula (1908–1974) fül-orr-gégész, orvostörténész, egyetemi tanár fia, Mérei Jenő (1875–1930) zeneesztéta, hangversenyrendező unokája.

## Életpályája
Középiskolai tanulmányait a budapesti Kölcsey Ferenc Gimnáziumban végezte. Kiemelkedő tanulmányi eredményeiért Jó Tanuló érdemérmet és Kölcsey Ferenc-emlékérmet kapott. Az érettségi után a Semmelweis Orvostudományi Egyetem (ma Semmelweis Egyetem) Általános Orvostudományi Karán folytatta tanulmányait. 1972-ben az Országos Tudományos Diákköri Konferencián elnyerte az Egészségügyi Minisztérium Nagydíját, illetve évekig népköztársasági ösztöndíjban részesült. 1973-ban diplomázott, és mivel minden középiskolai és egyetemi vizsgáját jeles eredménnyel tette le, Sub Auspiciis Rei Publicae Popularis aranygyűrűvel avatták orvossá.
1977-ben sebészetből, 1995-ben gasztroenterológiából szakvizsgázott. 1969-től 1973-ig az Élettani Intézet díjas demonstrátora volt. 1973-tól 1977-ig a Szent István Kórház sebészeti osztályán dolgozott. 1978-ban a Semmelweis Egyetem III. számú Sebészeti Klinikájára került, ahol 1995-ig osztályvezető egyetemi adjunktus, 1999-ig docens, majd egyetemi tanár, 2000-től pedig tanszékvezető lett. 1989-ben elnyerte az orvostudomány kandidátusa címet, 1996-ban pedig habilitált. Ő volt az első orvos, aki megkapta a Széchenyi professzori ösztöndíjat.

## Munkássága
Kutatási területe a hasi ultraszonográfia-diagnosztika, speciális szakképzettsége volt a sebészeti szonográfia. 1990-től az elsők között végzett laparoszkópos sebészeti beavatkozásokat.
Németország több egyetemén mélyítette el a transzplantációs, endoszkópos és onkológiai sebészeti ismereteit, illetve kutatási tapasztalataiból rendszeresen tartott előadásokat világhírű egyetemeken, kongresszusokon, tudományos fórumokon. Nagyrészt neki köszönhető az ultrahang-diagnosztika széles körű hazai elterjesztése.
Több száz tudományos publikáció szerzője, egyetemi tankönyvek és szakkönyvek írója.
1994 és 1998 között a Budapesti Orvosi Kamara alelnöke, majd 1998-tól elnöke. 2002 óta a Magyar Sebész Társaság vezetőségének tagja, fegyelmi bizottságának elnöke volt, de szintén vezetőségi helyet foglalt el a Magyar Gastroenterológiai Társaság vezetőségében is. A Nemzetközi Sebész Társaság magyarországi képviselője, az Orvosi Hetilap főszerkesztő-helyettese.
1978-tól folyamatosan oktatott magyar általános orvostanhallgatóknak és fogorvostan-hallgatóknak sebészetet, valamint német nyelvű fogorvostan-hallgatóknak ugyanezt németül.

## Családja
Felesége dr. Nagy-Dani Éva belgyógyász és nefrológus szakorvos volt. Két gyermeke van, lánya Krisztina, fia Gábor.

## Díjai, elismerései
- Egészségügyi Minisztérium Nagydíja (1972)
- Kiváló Tanuló kitüntetés (1972)
- Sub Auspiciis Rei Publicae Popularis aranygyűrű (1973)
- Széchenyi professzori ösztöndíj (1997-2000)
- „Pro Sanitate” (2004)
- Dr. Marton Tibor-díj
- Hippokratész-emlékérem
- Markusovszky Lajos-emlékérem (2008)

## Főbb publikációi
- Általános és részletes sebészet (2003 ISBN 9639129429, Semmelweis Kiadó és Multimédia Stúdió)

## Származása
| Regöly-Mérei János (Budapest, 1949. jan. 10.– 2009. júl. 27.) sebész, egyetemi tanár | Apja: Regöly-Mérei Gyula (1959-ig Mérei Gyula) (Budapest, 1908. nov. 21.– Budapest, 1974. aug. 18.) orvos, egyetemi tanár | Apai nagyapja: Mérei Jenő (1881-ig Mellinger) (Esztergom, 1875. márc. 29.– Budapest, 1930. ápr. 4.) zeneesztéta, hangversenyrendező, bankhivatalnok | Apai nagyapai dédapja: Mérei Rezső (1881-ig Mellinger) kereskedő                                              |
| Regöly-Mérei János (Budapest, 1949. jan. 10.– 2009. júl. 27.) sebész, egyetemi tanár | Apja: Regöly-Mérei Gyula (1959-ig Mérei Gyula) (Budapest, 1908. nov. 21.– Budapest, 1974. aug. 18.) orvos, egyetemi tanár | Apai nagyapja: Mérei Jenő (1881-ig Mellinger) (Esztergom, 1875. márc. 29.– Budapest, 1930. ápr. 4.) zeneesztéta, hangversenyrendező, bankhivatalnok | Stern Zsófia                                                                                                  |
| Regöly-Mérei János (Budapest, 1949. jan. 10.– 2009. júl. 27.) sebész, egyetemi tanár | Apja: Regöly-Mérei Gyula (1959-ig Mérei Gyula) (Budapest, 1908. nov. 21.– Budapest, 1974. aug. 18.) orvos, egyetemi tanár | Apai nagyanyja: Fuchs Teréz (Budapest, 1883. dec. 26.– Budapest, 1978. márc. 24.)                                                                   | Apai nagyanyai dédapja: Fuchs Gyula (Pécs, 1853– Budapest, 1906. jún. 26.) államvasúti főmérnök               |
| Regöly-Mérei János (Budapest, 1949. jan. 10.– 2009. júl. 27.) sebész, egyetemi tanár | Apja: Regöly-Mérei Gyula (1959-ig Mérei Gyula) (Budapest, 1908. nov. 21.– Budapest, 1974. aug. 18.) orvos, egyetemi tanár | Apai nagyanyja: Fuchs Teréz (Budapest, 1883. dec. 26.– Budapest, 1978. márc. 24.)                                                                   | Apai nagyanyai dédanyja: Wertheimer Anna                                                                      |
| Regöly-Mérei János (Budapest, 1949. jan. 10.– 2009. júl. 27.) sebész, egyetemi tanár | Anyja: Ladányi Zsuzsanna                                                                                                  | Anyai nagyapja: Ladányi Géza (Győr, 1886. okt. 2.– Budapest, 1956. ápr. 18.) államvasúti tanácsnok                                                  | Anyai nagyapai dédapja: Ladányi Alajos dr. (1881-ig Lichtenstern) (Gyöngyös, 1840– Győr, 1910. dec. 7.) orvos |
| Regöly-Mérei János (Budapest, 1949. jan. 10.– 2009. júl. 27.) sebész, egyetemi tanár | Anyja: Ladányi Zsuzsanna                                                                                                  | Anyai nagyapja: Ladányi Géza (Győr, 1886. okt. 2.– Budapest, 1956. ápr. 18.) államvasúti tanácsnok                                                  | Anyai nagyapai dédanyja: Patak Katalin                                                                        |
| Regöly-Mérei János (Budapest, 1949. jan. 10.– 2009. júl. 27.) sebész, egyetemi tanár | Anyja: Ladányi Zsuzsanna                                                                                                  | Anyai nagyanyja: Halmos Flóra dr. (1907-ig Hoffmann) (Budapest, 1890. okt. 11.– Budapest, 1945. ápr. 5.)                                            | Anyai nagyanyai dédapja: Halmos Salamon (1907-ig Hoffmann) (Döbrönte, 1862. dec. 18.–?) nagykereskedő         |
| Regöly-Mérei János (Budapest, 1949. jan. 10.– 2009. júl. 27.) sebész, egyetemi tanár | Anyja: Ladányi Zsuzsanna                                                                                                  | Anyai nagyanyja: Halmos Flóra dr. (1907-ig Hoffmann) (Budapest, 1890. okt. 11.– Budapest, 1945. ápr. 5.)                                            | Anyai nagyanyai dédanyja: Szende Ilona (1881-ig Stern) (1863. ápr. 14.– Budapest, 1926. máj. 26.)             |